# アイル・オー・モーツ
アイル・オー・モーツ （Isle aux Morts）は、カナダ、ニューファンドランド・ラブラドール州の町。ニューファンドランド島南西岸にあり、チャンネル＝ポルトー・バスクにあるマリン・アトランティック・フェリー・ターミナルから南におよそ16kmのところにある。

## 歴史
アイル・オー・モーツには、大西洋の豊かな文化遺産と、人気のある海岸の風景が広がる。1970年代から1980年代、ニューファンドランドの他の町と同じように、この町は漁業で繁栄し、1980年代のピーク時には人口が1200人近くに達した。1990年代のタラ不漁以降、魚の加工工場の閉鎖や水産物の二次加工の仕事が激減したため、町は苦しみ、恒久的な居住人口の半数近くがよそへ流出した。
1828年、沈没船から数十人の乗客たちが、当時17歳の少女とその家族、飼い犬らによって小さな漁船に救出された。
1868年、最初の学校の建物が建てられ、教会活動の礼拝所としても使われた。現在はウォルターズ・ハウス博物館となっている。地元のオレンジ・ロッジは、かつて会合場所として学校を利用していた男性等によって1914年に建てられた。最初の水産加工工場は1939年に建てられ、1943年に火事で焼失した。
町の名前は、沖合に浮かぶかつては有人島であった島にちなんで名づけられた。海の難所で船の難破が相次いだことから、『死者の島』を意味するフランス語名が付けられた。

## 参照
1. ↑  Dix choses à savoir sur les phares historiques de Terre Neuve et Labrador